# Volkswagen Golf V
La Volkswagen Golf V è la quinta generazione della Volkswagen Golf, un'autovettura prodotta dalla casa automobilistica tedesca Volkswagen dal 2003 al 2008.

## Storia e caratteristiche
Presentata ufficialmente al salone dell'automobile di Francoforte nell'ottobre del 2003, la quinta serie della Golf condivide gran parte dei suoi motori con la cugina Audi A3. Caratteristico il motore TDI con sistema pompa-iniettore, soluzione fino ad ora sviluppata solo dal gruppo Volkswagen. La Golf V è disponibile anche con la trazione integrale 4motion.

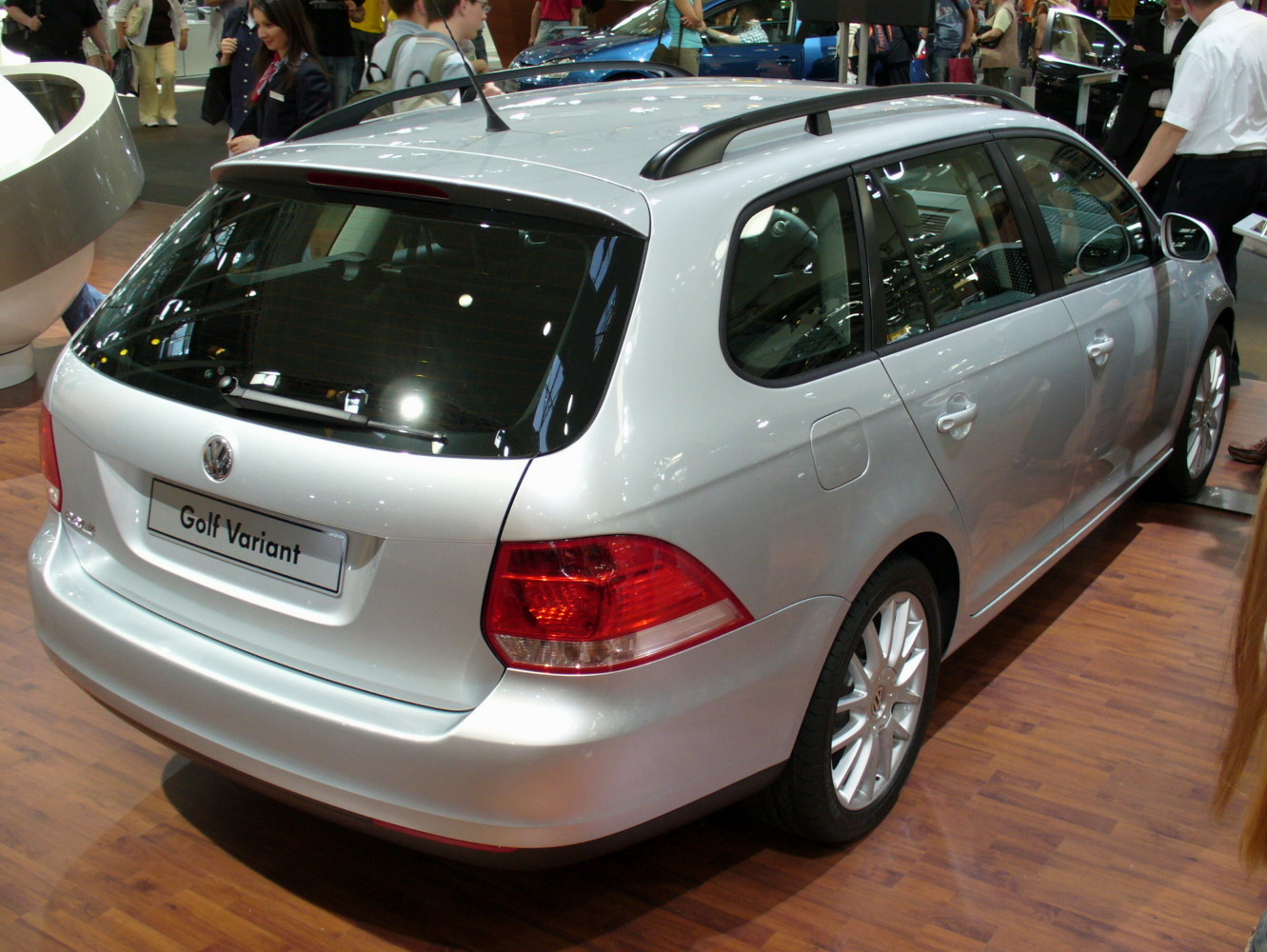
Una Golf V Variant

La versione Variant esordisce solo nel maggio del 2007, in sostituzione della Variant precedente, e differisce dalla berlina oltre che per la linea della coda, anche per il frontale con mascherina e presa d'aria cromata. Questa versione del frontale, condivisa con la Jetta, nella Golf a due volumi era disponibile solo in alcuni allestimenti di vertice gamma o speciali. La versione è stata prodotta fino al maggio 2009.
Su questa serie hanno esordito le versioni Bluemotion (a ridotto impatto ambientale), abbinate al 1.9 TDI da 105 CV e i propulsori 1.4 TSI Twincharged, con turbina e compressore volumetrico da 140 e 170 CV. Sono ritornate anche versioni storiche come la Golf GT, la Golf GTD e la Golf GTI,disponibile per la prima volta nella variante a 5 porte. Il motore 1.6 a iniezione indiretta, già presente sul precedente modello, è stato qui riproposto anche in versione Bi-fuel, alimentato a GPL, carburante che viene immagazzinato in una bombola toroidale inserita sotto il vano bagagli al posto della ruota di scorta.

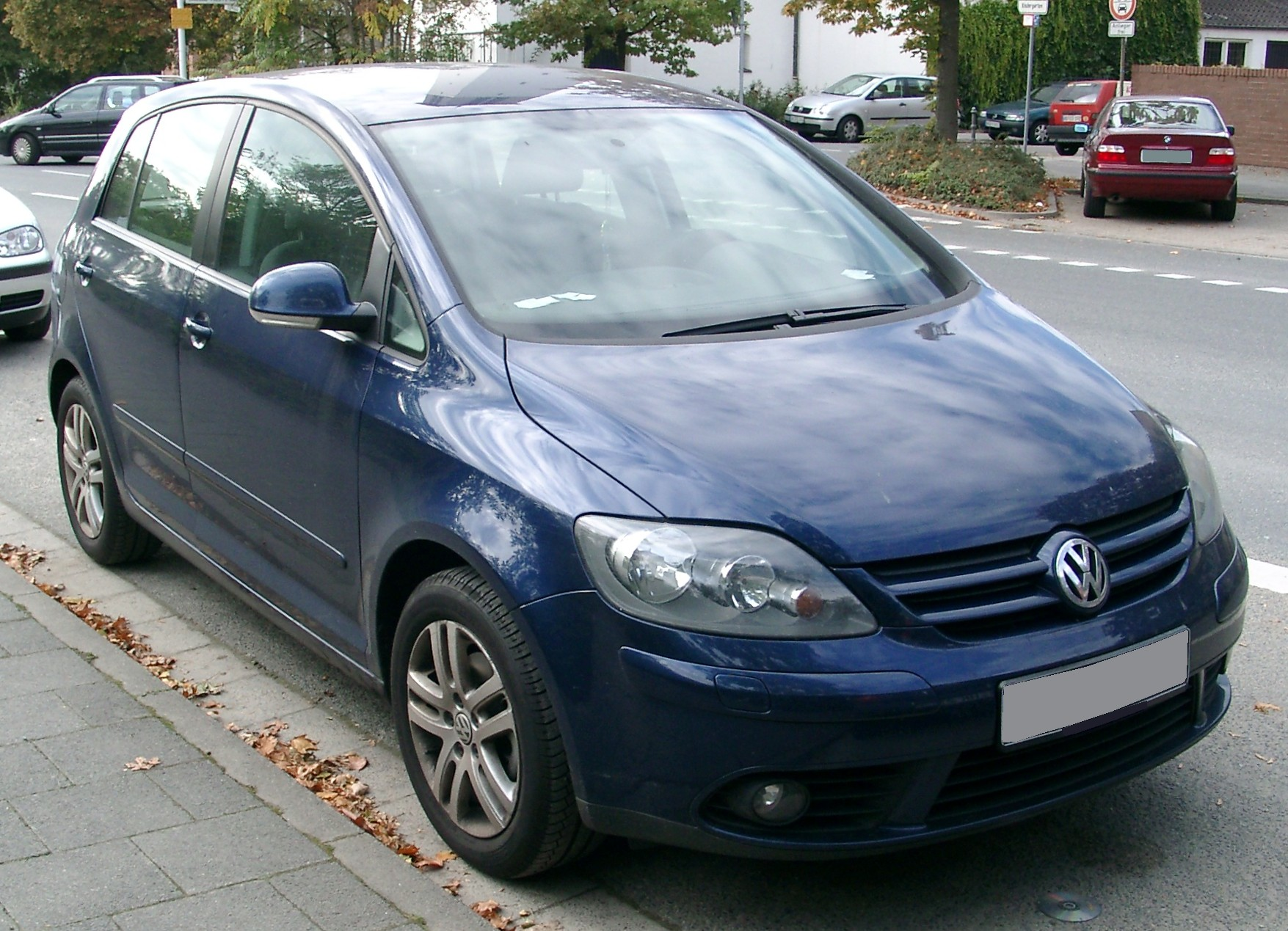
VW Golf V Plus del 2007

Dopo un primo anno in cui vendite e consegne sono state un po' sotto le previsioni, la casa tedesca è corsa ai ripari, riposizionando il prezzo e proponendo prima una vera variante monovolume, la Golf Plus, più alta di 11 centimetri rispetto alla Golf normale, che si colloca tra la Golf e la Touran e va a porsi in concorrenza ad auto come la Renault Scénic e la Ford C-MAX, e poi una vettura coupé cabriolet sempre derivata dalla Golf, la Eos, riguadagnando considerevoli fette di mercato.
Il riposizionamento del prezzo è stato anche possibile grazie alla condivisione parziale del pianale con la sorella maggiore Passat, sia per la Golf che per la Eos, che ne ha notevolmente abbassato i costi di produzione. La Passat, in precedenza, condivideva il pianale con la Audi A4, a motore longitudinale.
Il pianale è il nuovo PQ35: la vera innovazione è l'introduzione di sospensioni posteriori multilink a 4 bracci che diventano standard per tutte le versioni (sia a trazione anteriore che 4Motion), mentre la precedente Golf utilizzava un interconnesso per le versioni a trazione anteriore e una soluzione a ruote indipendenti per le versioni a quattro ruote motrici. La sospensione multilink a 4 bracci permette un miglioramento sostanziale nel comfort e della precisione di guida.
È uscita di produzione nel 2008 sostituita dalla Volkswagen Golf VI.

## Motorizzazioni
| Modello            | Disponibilità    | Motore      | Cilindrata (cm³) | Potenza         | Coppia Massima (Nm) | Emissioni CO2 (g/Km) | 0–100 km/h (secondi) | Velocità max (Km/h) | Consumo medio (Km/l) |
| 1.4 16V            | dal 2003 al 2004 | Benzina     | 1390             | 55 kW (75 Cv)   | 126                 | 163                  | 14.7                 | 164                 | 13.8                 |
| 1.4 16V FSI        | dal 2004 al 2005 | Benzina     | 1390             | 66 kW (90 Cv)   | 130                 | 149                  | 12.9                 | 174                 | 15.3                 |
| 1.4/122 Cv 16V TSI | dal 2007 al 2008 | Benzina     | 1390             | 90 kW (122 Cv)  | 200                 | 149                  | 9.4                  | 197                 | 15.2                 |
| 1.4 16V TSI        | dal 2006 al 2008 | Benzina     | 1390             | 103 kW (140 Cv) | 220                 | 169                  | 8.8                  | 205                 | 13.5                 |
| 1.4/170 Cv 16V TSI | dal 2007 al 2008 | Benzina     | 1390             | 125 kW (170 Cv) | 240                 | 174                  | 7.9                  | 220                 | 13.2                 |
| 1.6                | dal 2004 al 2008 | Benzina     | 1595             | 75 kW (102 Cv)  | 148                 | 176                  | 11.4                 | 184                 | 13.2                 |
| 1.6 16V FSI        | dal 2003 al 2007 | Benzina     | 1598             | 85 kW (115 Cv)  | 155                 | 159                  | 10.8                 | 192                 | 14.2                 |
| 2.0 16V FSI        | dal 2004 al 2007 | Benzina     | 1984             | 110 kW (150 Cv) | 200                 | 191                  | 8.9                  | 206                 | 13.0                 |
| 2.0 16V TFSI GTI   | dal 2004 al 2008 | Benzina     | 1984             | 147 kW (200 Cv) | 280                 | 189                  | 7.2                  | 235                 | 11.9                 |
| 3.2 V6 R32         | dal 2006 al 2008 | Benzina     | 3189             | 184 kW (250 Cv) | 320                 | 231                  | 6.2                  | 248                 | 9.9                  |
| 1.9 TDI            | dal 2003 al 2008 | Diesel      | 1896             | 77 kW (105 Cv)  | 250                 | 143                  | 11.1                 | 187                 | 18.3                 |
| 2.0/136 Cv TDI     | dal 2007 al 2008 | Diesel      | 1968             | 100 kW (136 Cv) | 320                 | 146                  | 9.7                  | 200                 | 17.6                 |
| 2.0 TDI DPF        | dal 2006 al 2008 | Diesel      | 1968             | 103 kW (140 Cv) | 320                 | 146                  | 9.3                  | 203                 | 17.6                 |
| 2.0 16V TDI        | dal 2003 al 2006 | Diesel      | 1968             | 103 kW (140 Cv) | 320                 | 146                  | 9.3                  | 203                 | 17.6                 |
| 2.0/170 Cv TDI GTD | dal 2006 al 2008 | Diesel      | 1968             | 125 kW (177 Cv) | 410                 | 156                  | 8.2                  | 220                 | 16.3                 |
| 1.6 BiFuel G       | dal 2006 al 2008 | Benzina/GPL | 1595             | 75 kW (102 Cv)  | 148                 | 176                  | 11.0                 | 180                 | 13.2                 |

## Versioni speciali

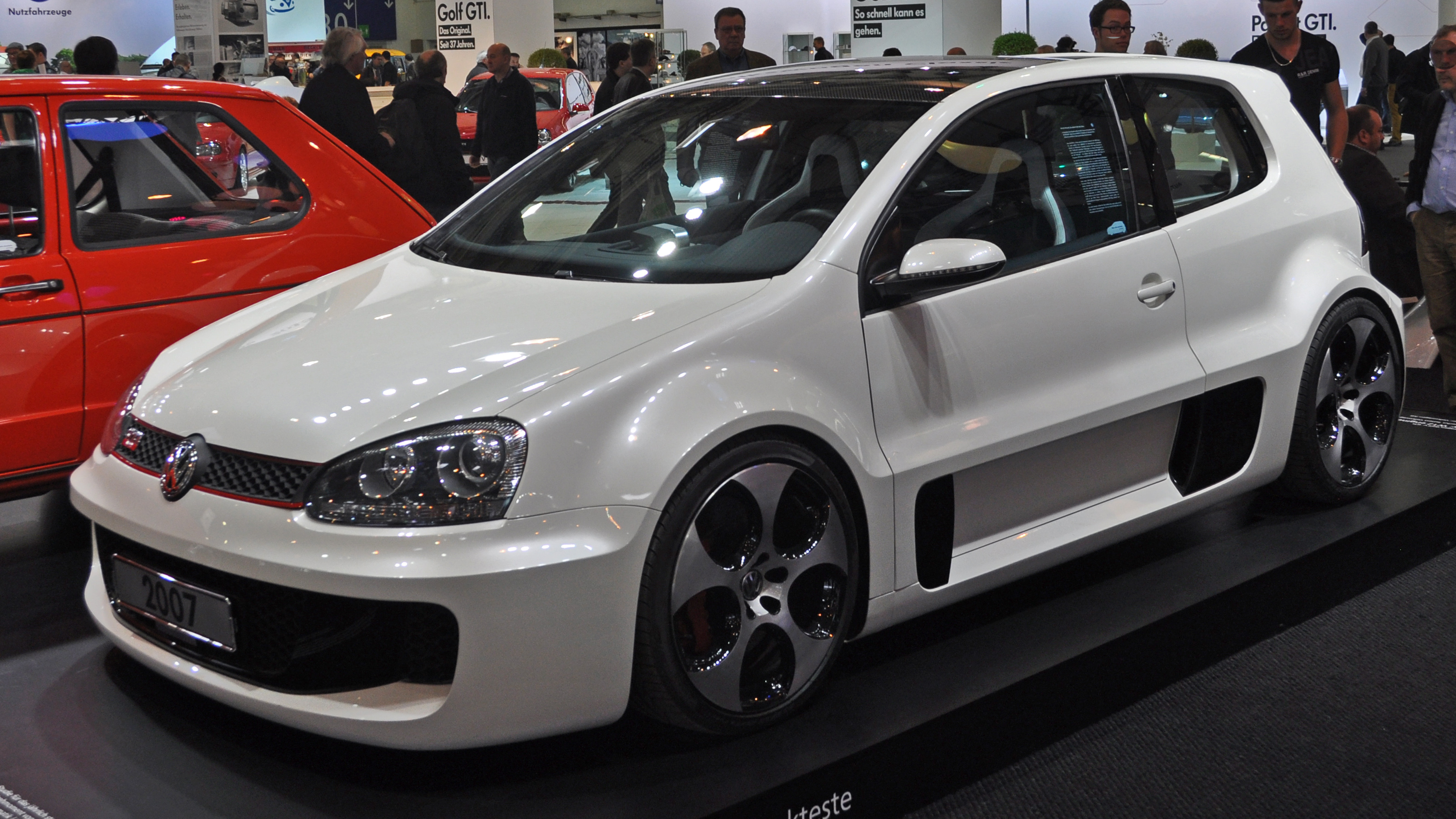
VW Golf V GTI W12 650

### Volkswagen Golf GTI W12 650
In occasione del raduno austriaco di Golf presso Wörthersee del 2007 la Volkswagen realizzò una versione speciale della Golf GTI. Denominata W12 650, era dotata di un nuovo body kit aerodinamico fornito di varie prese d'aria supplementari, nuovi pneumatici sportivi che avvolgevano cerchi in lega da 19" e un nuovo propulsore W12 6.0 biturbo da 650 CV di potenza con coppia di 750 Nm. Ciò permetteva alla vettura una velocità massima di 325 km/h, con accelerazione da 0 a 100 km/h in 3,7 secondi.